# هندسة الأعداد

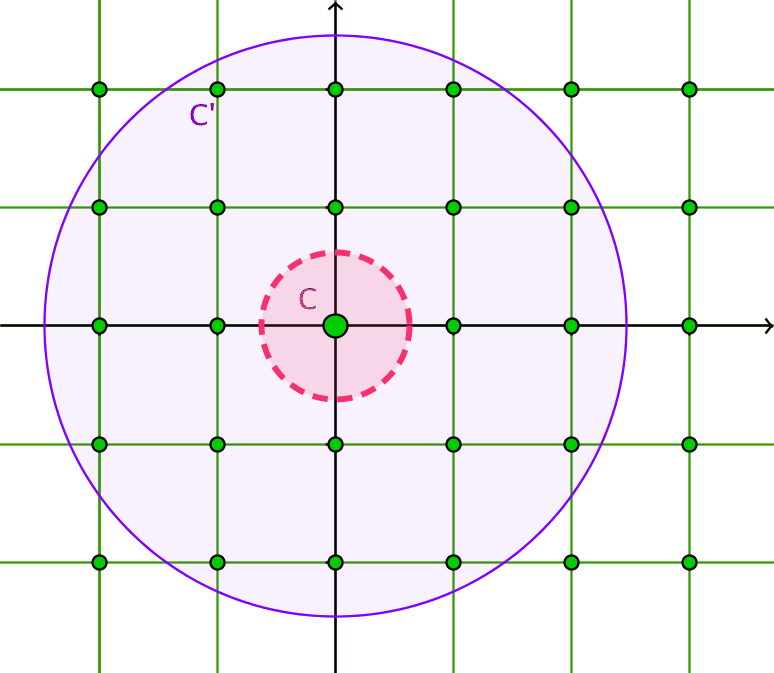

في نظرية الأعداد، يطلق مصطلح هندسة الأعداد على الطرق التي ظهرت نتيجة أعمال هيرمان مينكوفسكي في وصف العلاقة بين المجموعات المحدبة والمشبك في الفضاء الرياضي ذو n بعدا.
تضع نظرية مينكوفسكي العلاقة بين المجموعات المحدبة المتناظرة وبين نقاط الأعداد الصحية، أو بين أي نقطة في المشبك وبين فضاء باناخ في الفضاء البعدي.